# Jim Avignon

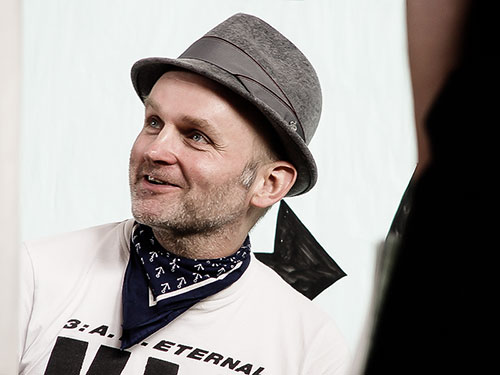
Jim Avignon, TYPO Berlín 2014

Jim Avignon (28 de febrero de 1968) es un artista de arte pop alemán y representante del arte modesto. Avignon trabaja como pintor, músico, ilustrador y artista conceptual. El centro de su trabajo es Berlín, especialmente en los clubes de la escena techno. Jim Avignon es conocido por el hecho de que a menudo vende sus cuadros, que ha producido en grandes cantidades a alta velocidad, a precios muy bajos o incluso los regala. Por eso, su arte ya ha sido llamado Cheap Art. Durante un tiempo vivió en Nueva York. Actualmente vive de nuevo en Berlín.
Antes de su carrera como artista, Avignon trabajó como programador, enfermero geriátrico y conductor de autobús escolar.

## Carrera artístico
Jim Avignon comenzó su carrera oficial como pintor a principios de la década de 1990 con decoraciones y decorados para eventos rave. El motivo central en el arte de Jim Avignon es la velocidad, la expresión de la "actitud hacia la vida de la generación techno" y "el fracaso del individuo" en un mundo en constante aceleración. Esto también se puede ver en su productividad, que, según sus propias declaraciones, promedia 4,37 plantas por día. Por ejemplo, en la década de 1980, pintó todas las exhibiciones para una exposición en una semana. A pesar de la implementación basada en la cultura pop, las imágenes de Avignon a menudo se refieren de manera crítica a problemas contemporáneos como el soborno y la corrupción ("el hombre detrás de mí") o la falta de comunicación real en la llamada sociedad de la información ("desastre de la comunicación", "situación de la entrevista" o " la rueda de prensa ").
Los proyectos de Avignon incluyen una performance durante la Documenta X, en la que, fuera del programa oficial de exhibición, pintaba un nuevo cuadro todos los días para luego destruirlo, y la producción de un cuadro con una superficie de 2800 m². que fue llevado al estadio por 132 atletas con motivo de la ceremonia de reapertura del Estadio Olímpico de Berlín. Otra obra de Avignon muy conocida y de acceso público es una sección de la sección más larga del Muro de Berlín, la East Side Gallery, que pintó. En octubre de 2013, Avignon pintó sobre su propia pintura mural de 1991 en una campaña publicitaria con el apoyo de varios estudiantes de arte sin permiso. La asociación de artistas Künstlerinitiative ESG e. V. criticó la acción y examinó el proceso penal contra Aviñón. La autoridad de protección de monumentos examinó la imposición de una multa. Un poco más tarde, la nueva imagen del muro podría verse como telón de fondo en los créditos de un comercial de Telekom.

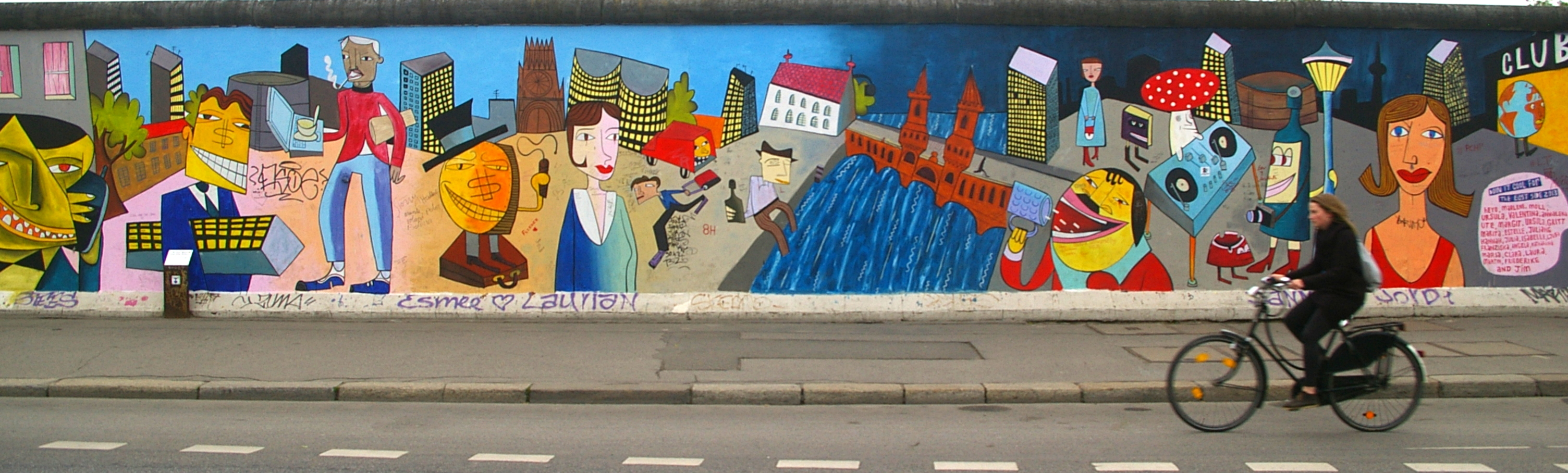
no

## Trabajo como diseñador
Jim Avignon también diseñó relojes Swatch, pintó un avión alemán BA, coches Rover e ilustró un libro de cocina (Hoch die Dose, 2006). Con motivo del Buddy Bear Berlín Show 2001, diseñó un oso que estuvo en un lugar destacado de Kurfürstendamm durante más de un año. Jim Avignon ha publicado varios libros, así como el retraso del ataque de la revista de arte y gráficos.Para la película de 2005 Un día en Europa de Hannes Stöhr, Avignon diseñó el cartel de la película junto con Neil Reynolds.

## Trabajo musical
Con su "banda de electrónica doméstica de un hombre "Neoangin", Jim Avignon lanzó varios álbumes. También hay apariciones internacionales en clubes donde Avignon hace música y pinta. Según Avignon, el nombre Neoangin es una referencia a las pastillas dulces para el dolor de garganta del mismo nombre.
Su estilo musical se puede ubicar en el sentido más amplio de la palabra en la música electrónica. Neoangin toca electropop, que cita pop de los 60, chanson, new wave, electroclash y hip-hop, entre otros. Sus piezas musicales suelen ser relativamente cortas (alrededor de dos minutos) y se caracterizan por melodías y armonías accesibles.

## Trabajo como ilustrador
El primer libro ilustrado por Jim Avignon se publicó en septiembre de 2013.

## Películas
- Misión de incógnito: Jim Avignon, ZDF 2014

## Obras
- Jim Avignon: Yo y el establecimiento, Onkel & Onkel, Berlín 2011 ISBN 978-3-940029-87-4
- Jim Avignon / Neoangin - Scratchbook, Registros de canciones favoritas George Lindt ISBN 3-938818-07-7
- Jim-Avignon [título de la portada] / Jim Avignon [título interior]: Mundo y conocimiento, imágenes e historias, con textos de Florian Thalhofer y muchos otros. Verbrecher Verlag, Berlín, 2003
- Tom Combo, Quizás solo a tiempo parcial, Berlín 2001 (Ilustraciones)
- Jim Avig [sic] y Lisa Brown : Non Radioactive, París, 2000
- Jim Avignon, la televisión me obligó a hacerlo, Verbrecher Verlag, Berlín 2000
- Jim Avignon, Busy, Berlín 1998